# Mehuín
Mehuín är en ort i Chile.   Den ligger i regionen Región de Los Ríos, i den södra delen av landet, 700 km söder om huvudstaden Santiago de Chile. Mehuín ligger 98 meter över havet och antalet invånare är 1 135.
Terrängen runt Mehuín är kuperad åt sydost, men åt nordväst är den platt. Havet är nära Mehuín västerut. Runt Mehuín är det glesbefolkat, med 10 invånare per kvadratkilometer.. Närmaste större samhälle är Queule, 3,9 km norr om Mehuín.
I omgivningarna runt Mehuín växer i huvudsak blandskog.